# Raymond Coulter
Raymond Orville „Ray“ Coulter (* 12. April 1897 in Hadley; † 23. Januar 1965 in Mount Sterling) war ein US-amerikanischer Sportschütze.

## Erfolge
Raymond Coulter nahm an den Olympischen Spielen 1924 in Paris in fünf Disziplinen teil. Mit dem Freien Gewehr wurde er im Mannschaftswettbewerb zusammen mit Morris Fisher, Walter Stokes, Joseph Crockett und Sidney Hinds vor den Mannschaften Frankreichs und Haitis Olympiasieger. In der Disziplin Laufender Hirsch erreichte er im Einzel im Einzelschuss den 17. und im Doppelschuss den 9. Rang. In den Mannschaftskonkurrenzen wurde er im Doppelschuss Fünfter, während er im Einzelschuss gemeinsam mit John Boles, Dennis Fenton und Walter Stokes die Bronzemedaille gewann. Im Jahr der Spiele wurde Coulter in Reims mit dem Freien Gewehr im Dreistellungskampf mit der Mannschaft Weltmeister und gewann Bronze im Einzel des liegenden Anschlags über 300 m. Ein Jahr später sicherte er sich mit der Mannschaft in St. Gallen im Dreistellungskampf die Silbermedaille, 1927 in Rom und 1928 in Loosduinen gewann er mit ihr in dieser Disziplin Bronze.
Während der Spiele bekleidete Coulter, ein Berufssoldat, den Rang eines Gunnery Sergeants. Er war 1917 den Marines beigetreten, mit dessen Schützenmannschaft er nationale und internationale Erfolge feierte.